# 兔溪脂鯉
兔溪脂鯉，為輻鰭魚綱脂鯉目脂鯉亞目頂器脂鯉科的其一種，分布於南美洲巴西Das Velhas河流域，體長可達4.1公分，棲息在底中層水域，生活習性不明。